# Heinrich Homberger
Heinrich Homberger (Wermatswil, 5 luglio 1806 – Berna, 1º agosto 1851) è stato un avvocato e politico svizzero.

## Biografia
Figlio di Hans Jakob, ricco agricoltore e presidente del tribunale distrettuale, nel 1828 sposò Lina Bürgi, di Wädenswil. Dopo un apprendistato di commercio a Zurigo, studiò diritto all'Università di Zurigo nel 1833 e nel 1843 conseguì il brevetto cantonale di avvocato. Fu collaboratore del Landbote, deputato al Gran Consiglio zurighese dal 1838 al 1839 e Consigliere nazionale dal 1848 al 1851. Fu maggiore nella guerra del Sonderbund e nel 1850 tenente colonnello.
Militò nell'ala sinistra del partito liberale, su cui esercitò un forte influsso dal 1830 circa. Amico di Wilhelm Snell, adottò posizioni molto radicali. Morì in un incidente dopo una festa di anniversario, a cui aveva partecipato insieme ai suoi amici di partito.